# Horatius Haeberle
Horatius Klaus Jörg Haeberle (* 24. Februar 1940 in Berlin) ist ein deutscher Autor, Regisseur und Schauspieler.

## Leben
Haeberle gründete Ende der 1950er Jahre einen Jazzkeller in Ravensburg und war in den 1960er Jahren in Süddeutschland als Vertreter für Anlagefonds der IOS tätig. Durch einen schillernden Lebensstil mit „dickem Mercedes“ und Sportwagen fiel er in der schwäbischen Provinz auf und war bald bekannt. Er verfasste damals auch Kolumnen für ein Männermagazin. 1969 wurde er im Zuge der Insolvenz der IOS verhaftet und 1971 wegen Betrugs, Unterschlagung und Untreue zu einer Haftstrafe verurteilt. Während der Haft schrieb Haeberle den stark autobiografisch geprägten Roman Herby Derby, der auf Vermittlung Martin Walsers im Insel Verlag erschien.
Neben weiteren Buchprojekten arbeitete Haeberle in den 1970er Jahren mehrmals als Darsteller mit den Regisseuren Volker Schlöndorff und Klaus Lemke zusammen. Sein Drehbuch Fort Bannowitz fand in Deutschland keine Finanzierung und wurde dann 1980 in Hollywood unter dem Titel The Last Word mit Richard Harris und Karen Black verfilmt. 1982 führte er Regie bei dem Spielfilm Ein gutes Land, zu dem er auch das Drehbuch schrieb. Spätere Filmprojekte kamen nicht zustande.
1979 verfilmte Regisseur Jürgen Bretzinger Haeberles Leben mit Ravensburger Laiendarstellern im Fernsehfilm Oktavius.

## Bücher
- Herby Derby. Ein Wirtschaftsroman. Insel-Verlag, Frankfurt 1971
- Marbachs großes Geld. Roman aus dem Wirtschaftsleben. Hanser, München 1975, ISBN 3-446-12020-3
- Kopf und Arm. Die denkwürdigen Abenteuer des Bauernfähnrichs Wendel Haeberlin. Droemer-Knaur, München/Zürich 1976. ISBN 3-426-08888-6[5][6]

## Filmografie
- 1972: Strohfeuer
- 1975: Die verlorene Ehre der Katharina Blum
- 1978: Deutschland im Herbst
- 1979: Arabische Nächte
- 1979: Ein komischer Heiliger
- 1982: Ein gutes Land (Regie)
- 2010: Schmutziger Süden